# 256374 Danielpequignot
256374 Danielpequignot è un asteroide della fascia principale. Scoperto nel 2006, presenta un'orbita caratterizzata da un semiasse maggiore pari a 2,7434712 UA e da un'eccentricità di 0,1586103, inclinata di 7,74191° rispetto all'eclittica.